# Vlag van Reusel-De Mierden

Vlag van de gemeente Reusel-De Mierden

De vlag van Reusel-De Mierden werd op 16 februari 1998 bij raadsbesluit vastgesteld als de gemeentelijke vlag van de Noord-Brabantse gemeente Reusel-De Mierden. De vlag bestaat uit een blauwe achtergrond met in het midden een gele korenschoof en in de linkerbovenhoek een zon tussen twee wolken in het geel. 
De gemeente is in 1997 ontstaan door samenvoeging van de gemeenten Reusel en Hooge en Lage Mierde. Het wapen van Reusel-De Mierden werd samengesteld met elementen uit de wapens van Reusel en Hooge en Lage Mierde. Beide wapens zijn uitgevoerd in de rijkskleuren. De vlag van Reusel is gebaseerd op het wapen van Reusel-De Mierden. Het ontwerp was van de Noord-Brabantse Commissie voor Wapen- en Vlaggenkunde.

## Verwante afbeeldingen

Het wapen van Reusel-De Mierden
Het wapen van Reusel
De vlag van Reusel

Alphen-Chaam · Altena · Asten · Baarle-Nassau · Bergeijk · Bergen op Zoom · Bernheze · Best · Bladel · Boekel · Boxtel · Breda · Cranendonck · Deurne · Dongen · Drimmelen · Eersel · Eindhoven · Etten-Leur · Geertruidenberg · Geldrop-Mierlo · Gemert-Bakel · Gilze en Rijen · Goirle · Halderberge · Heeze-Leende · Helmond · 's-Hertogenbosch · Heusden · Hilvarenbeek · Laarbeek · Land van Cuijk · Loon op Zand · Maashorst · Meierijstad · Moerdijk · Nuenen, Gerwen en Nederwetten · Oirschot · Oisterwijk · Oosterhout · Oss · Reusel-De Mierden · Roosendaal · Rucphen · Sint-Michielsgestel · Someren · Son en Breugel · Steenbergen · Tilburg · Valkenswaard · Veldhoven · Vught · Waalre · Waalwijk · Woensdrecht · Zundert